# Natri cyclamat
Natri cyclamat (mã 952) là một đường hóa học. Nó có độ ngọt gấp 30-50 lần sucrose (đường ăn), đây là đường hóa học yếu nhất dùng trong thực phẩm. Nó thường được dùng chung với các đường hóa học khác, đặc biệt là saccharin; hỗn hợp 10 phần cyclamate - 1 phần saccharin là phổ biến hơn cả, tỷ lệ này làm giảm đi các vị lạ của cả 2 chất đường hóa học này.. Nó rẻ hơn hầu hết các đường hóa học khác, bao gồm sucralose, và không biến tính khi gia nhiệt.

## Hóa học
Cyclamate là muối natri hoặc calci của axit cyclamic (axit cyclohexanesulfamit). Nó được điều chế bằng việc sunfo hóa cyclohexylamine. Điều này có thể được thực hiện bằng cách phản ứng cyclohexylamin với axit sulfamic hoặc lưu huỳnh trioxit.
Trước năm 1973, Abbott Laboratories sản xuất natri cyclamat (Sucaryl) bằng cách trộn lẫn nhiều thành phần khác nhau, trong đó chứa natri tinh khiết (dạng vảy hoặc trộn trong dầu hỏa) trộn với xyclohexylamin, ướp lạnh và lọc qua máy ly tâm tốc độ cao, sấy khô, và nghiền nhỏ.

## Lịch sử
Cyclamate được phát hiện vào năm 1937 tại Đại học Illinois bởi sinh viên tốt nghiệp Michael Sveda. Sveda đang làm việc trong phòng thí nghiệm về tổng hợp thuốc chống sốt. Anh bỏ thuốc lá xuống bàn thí nghiệm, và khi đưa lại nó lên miệng, anh đã phát hiện ra vị ngọt của cyclamate.
 Bằng sáng chế cho cyclamate đã được DuPont mua lại nhưng sau đó được bán cho Abbott Laboratories, nơi tiến hành các nghiên cứu cần thiết và nộp một Đơn Thuốc mới vào năm 1950. Abbott dự định sử dụng Cyclamate để che giấu vị cay đắng của một số loại thuốc như kháng sinh và pentobarbital. Năm 1958, nó được chỉ định là GRAS (được công nhận là an toàn) của Cục Quản lý Thực phẩm và Dược phẩm Hoa Kỳ. Cyclamate được đưa ra thị trường dưới hình thức viên nén để người tiểu đường sử dụng như một chất làm ngọt dạng viên thay thế, cũng như ở dạng lỏng. Vì cyclamat ổn định để sưởi ấm, nó được và được đưa ra thị trường thích hợp để sử dụng trong nấu ăn và nướng bánh.
Năm 1966, một nghiên cứu đã báo cáo rằng một số vi khuẩn đường ruột có thể desulfonate cyclamate để tạo ra cyclohexylamin, một hợp chất được cho là có độc tính mãn tính ở động vật. Nghiên cứu sâu hơn đã dẫn đến một nghiên cứu năm 1969 tìm ra cyclamate 10: 1 thông thường: hỗn hợp saccharin để tăng tỉ lệ mắc bệnh ung thư bàng quang ở chuột. Nghiên cứu được công bố cho thấy 8 trong số 240 con chuột ăn hỗn hợp saccharin và cyclamin, ở mức độ con người uống 550 lon soda ăn kiêng mỗi ngày, phát triển khối u bàng quang.
Việc bán hàng tiếp tục mở rộng, và năm 1969, doanh thu hàng năm của cyclamate đã lên tới 1 tỷ đô la, làm gia tăng áp lực từ cơ quan giám sát an toàn công cộng để hạn chế việc sử dụng cyclamate. Tháng 10 năm 1969, Bộ trưởng Bộ Y tế, Bộ Giáo dục và Phúc lợi Robert Finch, bỏ qua việc chỉ định GRAS từ cyclamate và cấm việc sử dụng nó trong các loại thực phẩm có mục đích chung, mặc dù nó vẫn có sẵn cho Hạn chế sử dụng trong các sản phẩm chế độ ăn kiêng với nhãn phụ; Vào tháng 10 năm 1970, FDA, dưới sự ủy nhiệm mới, cấm cyclamate hoàn toàn khỏi tất cả các sản phẩm thực phẩm và dược phẩm ở Hoa Kỳ.
Abbott Laboratories tuyên bố rằng các nghiên cứu riêng của họ không thể tái sản xuất kết quả nghiên cứu năm 1969, và năm 1973, Abbott kiến nghị FDA bãi bỏ lệnh cấm cyclamate. Thỉnh nguyện thư này cuối cùng đã bị từ chối vào năm 1980 bởi ủy viên FDA Jere Goyan. Abbott Labs, cùng với Hội đồng Kiểm soát Calorie (một đại sảnh chính trị đại diện cho ngành thực phẩm ăn kiêng), đã đệ đơn kiện lần thứ hai vào năm 1982. Mặc dù FDA đã tuyên bố rằng việc xem xét tất cả các bằng chứng sẵn có không liên quan đến cyclamate như một chất gây ung thư ở chuột hoặc chuột, cyclamate vẫn bị cấm từ các sản phẩm thực phẩm ở Hoa Kỳ. Khiếu nại hiện đang được giữ kín, mặc dù chưa được xem xét tích cực. Không rõ liệu đây là theo yêu cầu của Abbott Labs hay vì đơn kiện được FDA cho là không đủ.
Năm 2000 một bài báo đã được xuất bản mô tả các kết quả của một cuộc thí nghiệm kéo dài 24 năm trong đó 16 con khỉ đã được cho ăn một chế độ ăn bình thường và 21 con khỉ đã được cho ăn hoặc cyclamate 100 hoặc 500 mg / kg mỗi ngày; Liều cao hơn tương ứng với khoảng 30 lon nước giải khát chế độ ăn uống. Hai con khỉ có liều lượng cao và một con khỉ có liều lượng thấp được tìm thấy có ung thư ác tính, mỗi loại có một loại ung thư khác nhau và ba khối u lành tính được tìm thấy. Các tác giả kết luận rằng nghiên cứu đã không thể hiện được rằng cyclamate là chất gây ung thư vì tất cả các loại ung thư đều khác nhau và không có cách nào liên kết cyclamin với mỗi chúng. Chất này không cho thấy bất kỳ đặc tính phá hoại DNA nào trong các thử nghiệm sửa chữa DNA.

## Trạng thái pháp lý
Cyclamate được phê chuẩn như chất làm ngọt ở ít nhất 130 quốc gia.
Vào cuối những năm 1960 cyclamate đã bị cấm ở Anh Quốc nhưng đã được phê duyệt sau khi được Liên minh Châu Âu đánh giá lại vào năm 1996.
Tại Philippines, cyclamat đã bị cấm cho đến khi Cục Quản lý Thực phẩm và Dược phẩm Philipin bãi bỏ lệnh cấm vào năm 2013, tuyên bố nó an toàn cho tiêu dùng.
Cyclamate hiện bị cấm ở Hoa Kỳ.

## Thương hiệu
Chất làm ngọt này được sản xuất bởi Sweet'N Low và Sugar Twin cho Canada chứa cyclamate, nhưng không có chất này cho sản phẩm cho Hoa Kỳ.
- Assugrin (Thụy Sĩ, Brazil)[20]
- Chuker (Argentina) - Merisant Company 2, SARL
- Cologran
- Hermesetas
- Huxol (Germany) in liquid form
- Novasweet (Russia)[21]
- Rio (Produced under license and authority of SweetLife AG Switzerland by SweetLife Ltd, China)
- Sucaryl[22]
- Sugar Twin (Canada)[23]
- Suitli (Bulgaria)
- Sweet N' Low (Canada)